# مگس‌گیر کوتوله
مگس‌گیر کوتوله (نام علمی: Muscicapella hodgsoni) نام یک گونه از تیره مگس‌گیران است.